# Майда Тушар
Майда Тушар (на македонска литературна норма: Мајда Тушар) е театрална и филмова актриса от Северна Македония.

## Биография
Родена е на 24 юни 1950 година в град Скопие. Завършва Висшата музикална школа в Скопие в отдела за драматични актьори. През 1973 г. започва да работи като актьор в Драматичния театър в Скопие.

## Награди[2]
- Награда за най-добра роля за образите на майките в представлението „Роберто Зуко“ (1999)
- Награда „Климент Охридски“ за цялостен принос в областта на театъра (1994)
- Актриса на годината за ролята си на Ленче в представлението „Освобождаването на Скопие“ (1978)
- Наградата „Войдан Чернодрински“ за ролята на Ленче в представлението „Освобождаването на Скопие“ (1978)

## Филмография
- Изстрел (1972) – Ангя
- Итар Пейо (1976)
- Изправи се, Делфина (1977)
- Оловна бригада (1980) – Маре
- Илинден (1982) – Коца
- Южна пътека (1982)
- Случки од животот (1984)
- Трета доба (1987)
- За трошка среќа (1987)
- Македонски народни приказни (1989)
- Сили во воздухот (1992)
- Еурека (1993)
- Во светот на бајките (1995)
- Welcome to Sarajevo (1997)
- Хофманова 13 (2000)
- Погрешно време (1995)
- Наше маало (2002)
- Нави (2006)
- Исклучиво жолти лалиња (2016)